# Premier (Vaud)
Pour les articles homonymes, voir Premier.
Premier est une commune suisse du canton de Vaud, située dans le district du Jura-Nord vaudois.

## Géographie
Premier se situe dans le Jura vaudois, entre Romainmôtier, Bretonnières et Vaulion à 859 m d'altitude. Le village s'étend sur 6,1 km2. Le sol de commune s'étend du bord du Bois de Forel vers l'ouest, sur les prés de Premier et de Bois de Ban jusqu'à la chaîne de droit, laquelle forme par la suite la Dent du Vaulion. Celui-ci est limité par les vallées de l'Orbe au nord et du Nozon au sud. Sur la hauteur Sur Grati devient, avec 1 170 m, le plus haut point de Premier. 

### Localisation

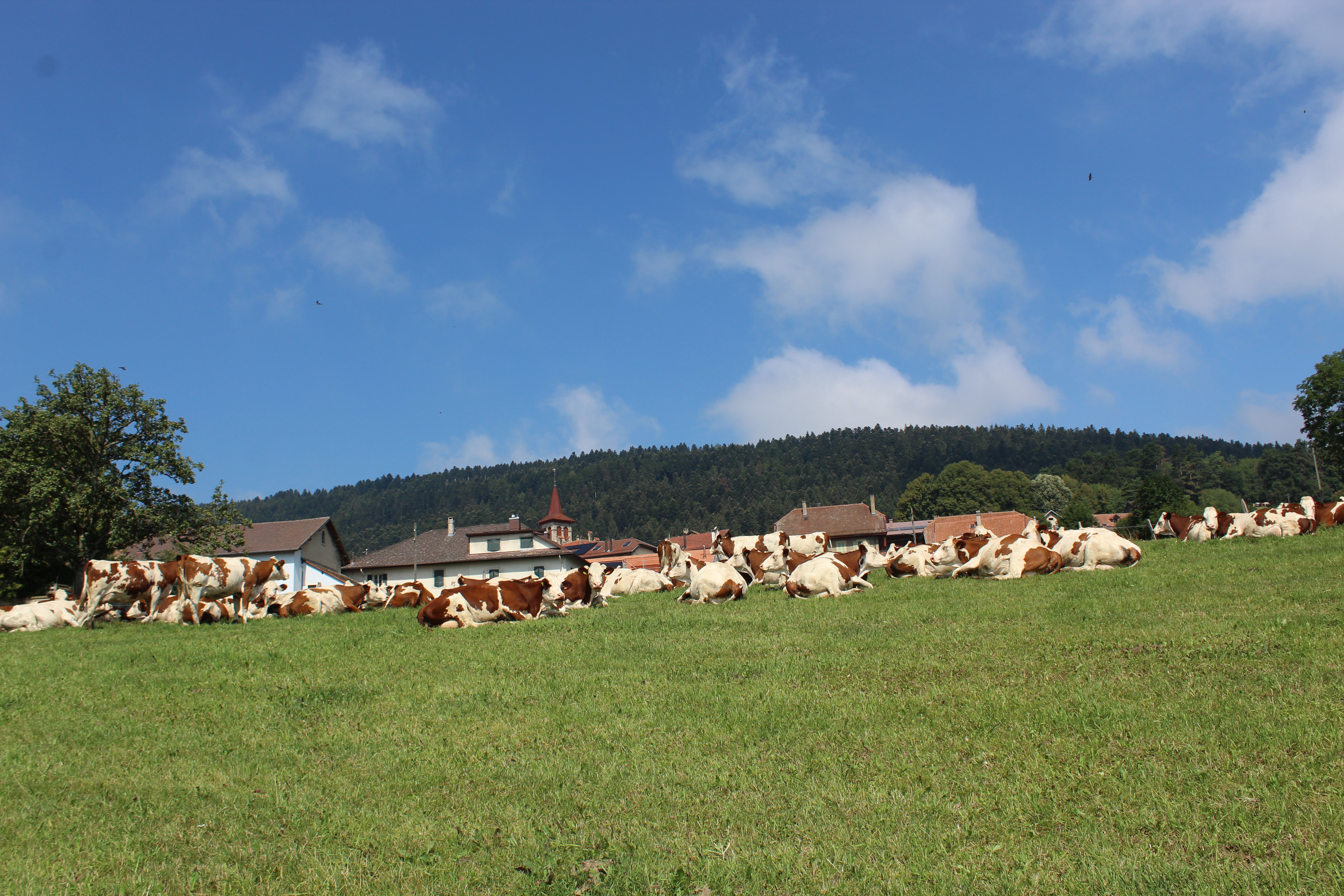
Panorama du village.

## Population

### Gentilé et surnom
Les habitants de la commune se nomment les Promiolans (variation : Premiolans).
Ils sont surnommés lè Ricllia-laitia (les chie-petit-lait en patois vaudois ; le surnom tire son origine du fait que le petit-lait produit dans le chalet de l'alpage communal était réparti entre les bourgeois de la commune, qui avaient envisagé de poser des tuyaux pour l'amener jusqu'au village),.

## Histoire

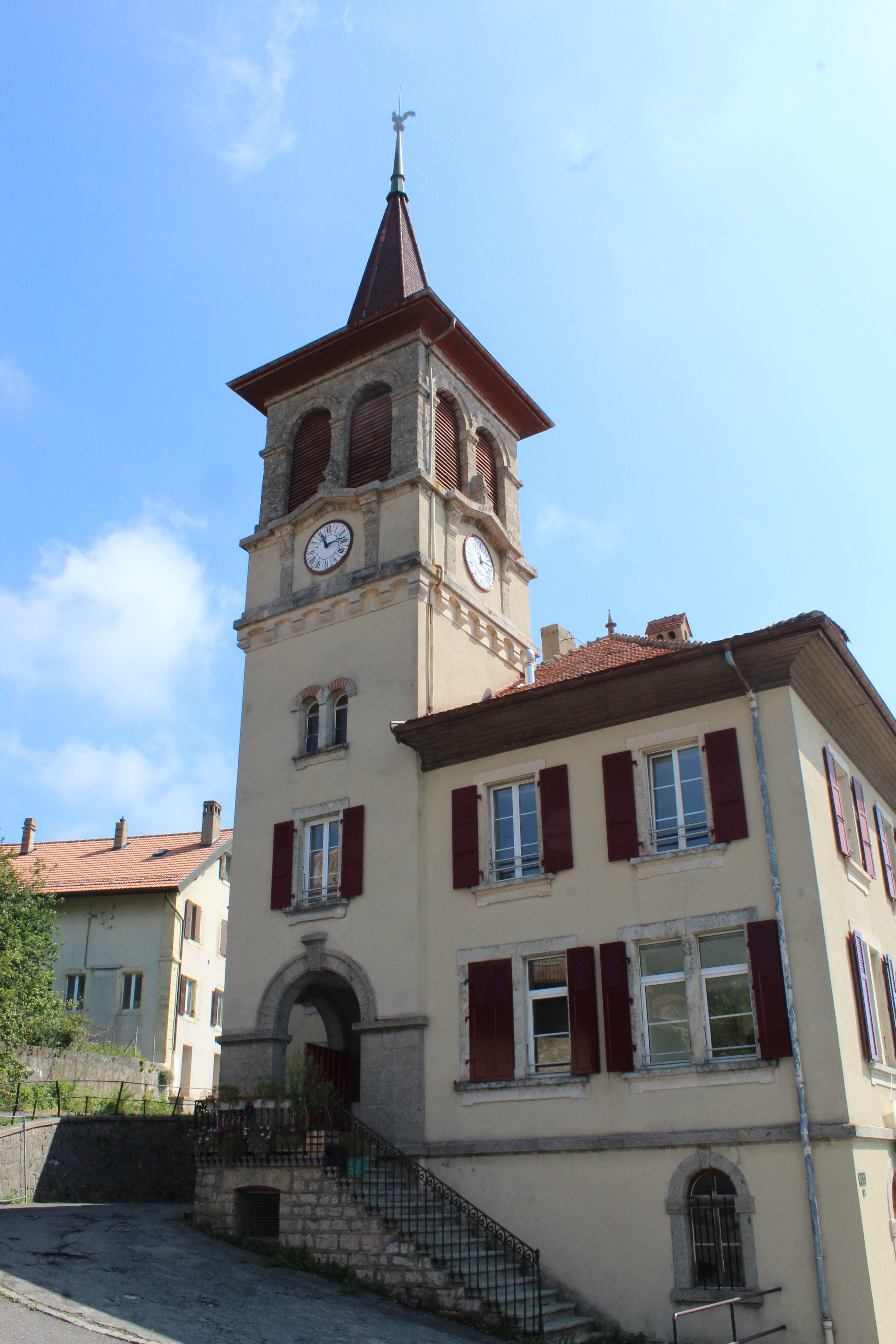
Le collège.

Photo aérienne (1964).

La première mention écrite du lieu date de 1316 sous le nom Premyer; aussi l'indication Prumier apparait dans les documents. Depuis le Moyen Âge, Premier est sous la domination de Romainmôtier. Avec la conquête de Vaud par Berne en 1536, Premier devient Kastlanei et Landvogtei Romainmôtier. Après l'écroulement de l'Ancien régime, le village fait partie entre 1798 jusqu'à 1803 du canton du Léman qui devient ensuite le canton de Vaud.
C'est au milieu du XVIe siècle que le village de Premier fut fondé. Les premiers habitants furent des Candaux, des Cochet, des Poget, des Roy, des Boulaz et des Magnenat. C'est après la révolution vaudoise que les limites officielles du village furent établies. Sous la domination Bernoise, le village fournissait des soldats à L.L.E.E. Il en fut de même après la Révolution : en 1815, 22 soldats de Premier se rendirent à Genève pour défendre la ville. De sa situation entre la ville d'Orbe et la vallée, on considérait Premier comme un relais. Les deux auberges suffisaient à peine avec la grande animation lors du passage des charretiers. De plus, on y trouvait des forgerons, des tisserands, des cordonniers et des charpentiers, le village était alors plus grand que maintenant.

La commune a connu deux incendies : l'un, le 16 septembre 1884, a détruit 12 gros bâtiments alors que le second, en 1898, a détruit un groupe de 26 maisons (soit presque la moitié du village), toutes pleines de récoltes.

## Transport public
La commune se trouve à l'écart des grands axes de transit. Premier est rattaché au transport public (PTT) qui circule entre  Croy et Vaulion.
À 10 min en voiture du centre du village se trouve la gare CFF de Croy. Depuis là, les trains partent toutes les heures pour Vallorbe ou Lausanne.